# Guillermo Anglois

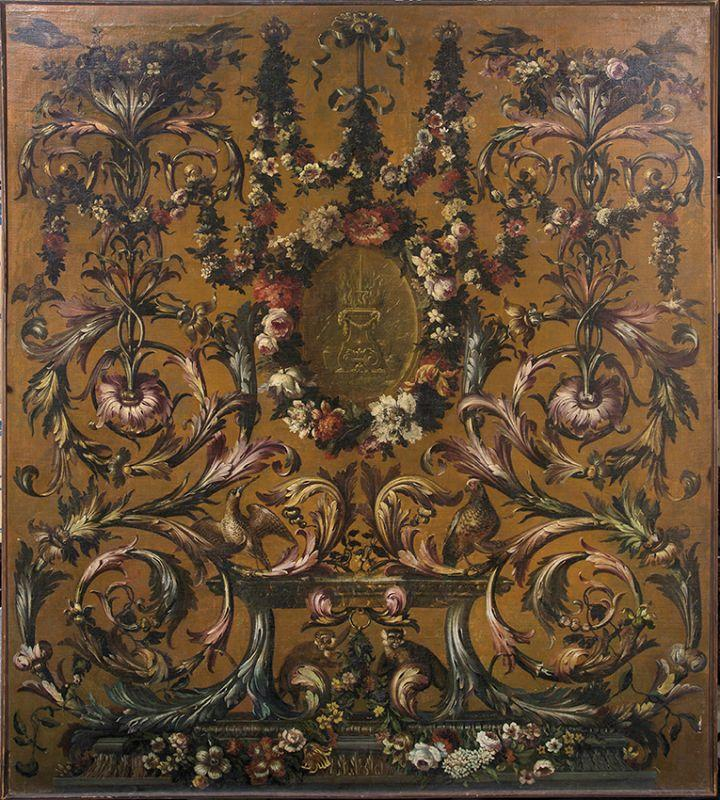
Alegoría del fuego, óleo sobre lienzo, 200 x 178 cm, colección particular, procedente de la colección Stuyck. Cartón para el tapiz del cielo de la cama de Carlos III en el Palacio Real nuevo de Madrid.

Guillermo Anglois (c. 1720-c. 1786), pintor piamontés establecido en Madrid.
Ceán Bermúdez, sin noticias de su biografía, se limitaba a afirmar, siguiendo a Antonio Ponz, que «no ha mucho tiempo que residía en Madrid con buen crédito», pues lo había elegido Anton Raphael Mengs para pintar junto con Alejandro González Velázquez los adornos de la bóveda de la pieza inmediata al cuarto del rey en el Palacio Real de Madrid.
Se tienen noticias de su actividad como retratista. A finales de 1763 el propio Anglois dirigió un billete a la Tesorería General por el que daba cuenta de que tenía acabados y entregados dos de los seis retratos «de la Real familia» —retratos del príncipe de Asturias y de los infantes— que le habían sido encargados por el rey, y solicitaba que le fuesen pagados. Se conservan, en poder de Patrimonio Nacional, la pareja de retratos de Carlos III y de su esposa María Amalia de Sajonia que en su Descripción del Real Monasterio de San Lorenzo del Escorial (1764) citaba el padre Andrés Jiménez en la celda prioral alta, habiendo pasado del Escorial al palacio de la Granja. Pero son los cartones para tapices de la Real Fábrica de Tapices de Santa Bárbara lo que mejor se conoce de su trabajo para la corte madrileña, una actividad a la que se habría dedicado a las órdenes de Corrado Giaquinto desde sus llegada a España, en la década de 1760, continuando con el trabajo que venía realizando para la fábrica napolitana.
Por encargo de Mengs trabajó desde agosto de 1768 en los cartones para la tapicería de invierno del dormitorio del rey en el palacio nuevo, labor en la que a partir de 1770 le tomaría el relevo José del Castillo. En el inventario hecho a la muerte de Carlos III se registraron a nombre de Anglois un paño y catorce rinconeras, cifra que algunos inventarios posteriores rebajan a once y que parecen corresponder con once óleos representando franjas decorativas con grutescos, emblemas y roleos vegetales inspirados en los elementos decorativos de las logias vaticanas sobre un fondo de color semejante a la venturina, más el paño central del testero de la cama, ingresados en 1870 con atribución a José del Castillo en el Museo del Prado, donde se conservan en los almacenes.
En enero de 1770, respondiendo ahora a encargo de Francesco Sabatini, entregó a la Real Fábrica tres cuadros «al estilo de Wurvermans» (sic) para los tapices que debían servir de adorno en la antecámara del cuarto de la infanta en el palacio del Pardo. En ellos estaban representados, según su descripción, «un caballero que sale con su mujer y familia a pasear a caballo», «un cazador a caballo que va de camino con su criado a pie» y «una mujer lavando en el pilón de una fuente, en él bebe un caballo y dos perros y dos mozos y un muchacho bebiendo en su sombrero». A esta entrega siguió otra de cuatro cuadros en junio de 1770 por el mismo estilo y con el mismo destino, en los que estaban representados unos soldados descansando en una venta y una taberna con soldados, un cuartel con soldados tocando un tambor y pífano y bailando, y «dos caballos y una especia de venta», este para sobreventana.
Tras esta entrega solicitó permiso para retornar a Italia por seis meses. Luego una larga enfermedad le tuvo apartado del trabajo hasta su muerte, posiblemente en Madrid y en 1786.